# Reia
Reia (em grego:  Ῥέα, transl.: Rhéa), na mitologia grega, era uma titânide, filha de Urano e de Gaia. Na mitologia romana é identificada como Cibele, a  Magna Mater.
Os doze titãs, filhos de Urano e Gaia, eram Oceano, Céos, Crio, Hiperião, Jápeto, Teia, Reia, Têmis, Mnemosine, a coroada de ouro Febe e a amada Tétis e Cronos.
Irmã e esposa de Cronos, gerou nesta ordem, segundo Pseudo-Apolodoro, Hera (a mais velha), seguida de Deméter e Héstia, seguidas de Hades e Posídon; o próximo a nascer, Zeus, foi escondido por Reia em Creta, que deu uma pedra para Cronos comer. Higino enumera os filhos de Saturno e Ops como Vesta, Ceres, Juno, Júpiter, Plutão e Netuno, ele também relata uma versão alternativa da lenda, em que Saturno encerra Orco no Tártaro e Netuno em baixo do mar, em vez de comê-los.
Por ser mãe de cinco dos treze deuses do Olimpo, é conhecida como Mãe dos Deuses.
É uma deusa relacionada com a fertilidade; isso acarreta uma relação errônea com a deusa Cibele; que é a Mãe Terra original da Ásia Menor, e tardiamente adaptada a mitologia romana.
Devido a um oráculo de Urano, que profetizara que Cronos seria destronado por um dos filhos, este passou a engolir todos os filhos assim que nasciam. Reia decidiu que isto não ocorreria com o sexto filho. Assim, quando Zeus nasceu, Reia escondeu-o numa caverna no Monte Ida em Creta ao cuidado dos assistentes curetes posteriormente sacerdotes e, no lugar do filho, deu a Cronos uma pedra enrolada em panos. Cronos engoliu-a, pensando ser o filho. Há diversas versões sobre quem criou Zeus. Algumas relatam que ele foi criado por Gaia; outras, por uma ninfa (Adamanteia ou Cinosura); segundo uma outra versão, foi nutrido por uma cabra (Amalteia); há outra versão, que Amalteia é ninfa e possuía a cabra Aix que cedeu leite a Zeus recém-nascido. Ao atingir a idade adulta, Zeus destronou o pai, forçou-o a vomitar os  irmãos e assumiu o Olimpo.
Seguindo a ascensão do filho Zeus ao status de rei dos deuses, ela contestou uma parte do mundo e acabou refugiando-se nas montanhas, onde cercou-se de criaturas selvagens. Geralmente, é associada a leões ou a uma biga puxada por leões.
Na Ásia Menor, era conhecida como uma deusa terrestre, sendo adorada com ritos orgíacos. O nome significa "fluxo", aparentemente em referência à menstruação feminina, e "reconforto", talvez em referência aos partos fáceis.

## Árvore Genealógica
|  |  |  |  |      |      |      |      |      |      |  |  |         |         | Gaia    | Gaia    | Gaia    | Gaia    | Gaia | Gaia |        |        | Urano  | Urano  | Urano  | Urano  | Urano  | Urano  |       |       |       |       |       |       |  |  |          |          |          |          |          |          |  |  |      |      |      |      |      |      |  |  |  |  |  |  |  |  |  |  |
|  |  |  |  |      |      |      |      |      |      |  |  |         |         | Gaia    | Gaia    | Gaia    | Gaia    | Gaia | Gaia |        |        | Urano  | Urano  | Urano  | Urano  | Urano  | Urano  |       |       |       |       |       |       |  |  |          |          |          |          |          |          |  |  |      |      |      |      |      |      |  |  |  |  |  |  |  |  |  |  |
|  |  |  |  |      |      |      |      |      |      |  |  |         |         |         |         |         |         |      |      |        |        |        |        |        |        |        |        |       |       |       |       |       |       |  |  |          |          |          |          |          |          |  |  |      |      |      |      |      |      |  |  |  |  |  |  |  |  |  |  |
|  |  |  |  |      |      |      |      |      |      |  |  |         |         |         |         |         |         |      |      |        |        |        |        |        |        |        |        |       |       |       |       |       |       |  |  |          |          |          |          |          |          |  |  |      |      |      |      |      |      |  |  |  |  |  |  |  |  |  |  |
|  |  |  |  |      |      |      |      |      |      |  |  |         |         |         |         |         |         |      |      |        |        |        |        |        |        |        |        |       |       |       |       |       |       |  |  |          |          |          |          |          |          |  |  |      |      |      |      |      |      |  |  |  |  |  |  |  |  |  |  |
|  |  |  |  |      |      |      |      |      |      |  |  |         |         | Reia    | Reia    | Reia    | Reia    | Reia | Reia |        |        | Cronos | Cronos | Cronos | Cronos | Cronos | Cronos |       |       |       |       |       |       |  |  |          |          |          |          |          |          |  |  |      |      |      |      |      |      |  |  |  |  |  |  |  |  |  |  |
|  |  |  |  |      |      |      |      |      |      |  |  |         |         | Reia    | Reia    | Reia    | Reia    | Reia | Reia |        |        | Cronos | Cronos | Cronos | Cronos | Cronos | Cronos |       |       |       |       |       |       |  |  |          |          |          |          |          |          |  |  |      |      |      |      |      |      |  |  |  |  |  |  |  |  |  |  |
|  |  |  |  |      |      |      |      |      |      |  |  |         |         |         |         |         |         |      |      |        |        |        |        |        |        |        |        |       |       |       |       |       |       |  |  |          |          |          |          |          |          |  |  |      |      |      |      |      |      |  |  |  |  |  |  |  |  |  |  |
|  |  |  |  |      |      |      |      |      |      |  |  |         |         |         |         |         |         |      |      |        |        |        |        |        |        |        |        |       |       |       |       |       |       |  |  |          |          |          |          |          |          |  |  |      |      |      |      |      |      |  |  |  |  |  |  |  |  |  |  |
|  |  |  |  |      |      |      |      |      |      |  |  |         |         |         |         |         |         |      |      |        |        |        |        |        |        |        |        |       |       |       |       |       |       |  |  |          |          |          |          |          |          |  |  |      |      |      |      |      |      |  |  |  |  |  |  |  |  |  |  |
|  |  |  |  | Hera | Hera | Hera | Hera | Hera | Hera |  |  | Deméter | Deméter | Deméter | Deméter | Deméter | Deméter |      |      | Héstia | Héstia | Héstia | Héstia | Héstia | Héstia |        |        | Hades | Hades | Hades | Hades | Hades | Hades |  |  | Poseidon | Poseidon | Poseidon | Poseidon | Poseidon | Poseidon |  |  | Zeus | Zeus | Zeus | Zeus | Zeus | Zeus |  |  |  |  |  |  |  |  |  |  |